# Salvatore Betti
Salvatore Betti (Roma, 31 gennaio 1792 – Roma, 4 ottobre 1882) è stato un letterato italiano, professore di storia e mitologia presso l'Accademia di San Luca, segretario perpetuo della stessa dal 1831 e presidente della Pontificia accademia romana di archeologia dal 1857 al 1870.

## Biografia
Secondo Carisio Ciavarini, che curò la sua opera postuma Memorie istoriche degli uomini illustri di Orciano, Salvatore ebbe i suoi natali a Roma per caso, ivi trovandosi di passaggio i suoi genitori Teofilo Betti e Maria Buzzetti verso la fine del gennaio 1792; la sua era in realtà un’antica e nobile famiglia di origini marchigiane, di Orciano di Pesaro. Il nonno paterno fu il magistrato e letterato orcianese Cosimo Betti, ascritto al patriziato di Loreto, Pergola, Arcevia e autore del poema La consumazione del secolo del 1793, mentre suo zio Niccolò Betti, frate francescano, nel 1810 fu autore di un'opera nella quale descrisse la progettazione di un marchingegno alato destinato al volo: Pterometria, ossia descrizione di una macchina capace al volo, colla quale potrà l'uomo facilmente e comodamente volare.
(Carisio Ciavarini (a cura di), Salvatore Betti, Memorie istoriche degli uomini illustri di Orciano, Ancona, A. Gustavo Morelli, 1898, p. VII)
Trascorse l'infanzia nella terra d'origine dei genitori: dapprima studiò le materie umanistiche e la retorica presso il seminario di Pesaro, poi matematica e filosofia presso i benedettini del monastero di Fonte Avellana e da ultimo frequentò i camaldolesi.
Per la sua evoluzione letteraria fu decisiva l'influenza di Giulio Perticari, di cui fu amico e discepolo, chiamato dal Betti "secondo padre", come rivelato da lui stesso e nel saggio Sulla istituzione della vera tragedia greca per opera di Eschilo, del 1824, e nel quinto dialogo de L'illustre Italia. Dialoghi, opera del triennio 1841-1843. Le prime esperienze letterarie del Betti iniziarono nella zona del pesarese, poiché a quel tempo il padre era bibliotecario presso la Biblioteca Oliveriana di Pesaro. Si occupò in particolare della pubblicazione di alcune iscrizioni latine, di lettere di erudizione, di poesie occasionali e fu interessato altresì alla numismatica. Nel 1815 a Orciano di Pesaro insieme al prevosto Sacchini e al medico Marfori istituì l'Accademia di scienze, belle lettere ed arti, in luogo dell'antica Accademia dei Tenebrosi, radunandovi i più noti letterati dell'epoca; ne dettò lo statuto e ne fu vice presidente.
Dal 1819 fu chiamato a Roma, ove dimorò fino alla morte, dalla famiglia Odescalchi per diventare precettore dei rampolli della nobile casata. In quegli anni nella capitale iniziò a contribuire attivamente al Giornale arcadico di scienze, lettere ed arti, uno dei più importante periodici di erudizione dei primi anni del secolo decimonono. Tra i fondatori vanno ricordati, oltre allo stesso Betti, anche Giulio Perticari, Pietro Odescalchi, Luigi Biondi, Bartolomeo Borghesi, Pietro Carpi, Giuseppe Tambroni e Antonio Nibby.
Apprezzato dai sommi pontefici, dai capi degli stati della penisola italiana e, in generale, dai reazionari, fu la manifestazione di un'antica cultura classica e aulica ancora viva, contrapposta alla giovane ventata europea d'innovazione e di fermento ideologico. Gli autori vi proposero scritti di archeologia, di letteratura, di filosofia, di giurisprudenza, di scienze naturali e di medicina. Lo stile e le argomentazioni furono spesso in polemica con la cultura romantica di George Gordon Byron, Victor Hugo, Walter Scott e di Alessandro Manzoni. Gli articoli personali di Salvatore Betti trattarono di letteratura, di linguistica, di erudizione, di archeologia e di numismatica.
(Salvatore Betti, Il Tambroni, ossia de' classici e de' romantici, ne il Giornale arcadico di scienze, lettere ed arti, Roma 1826)
Nel 1829 ricevette la cattedra di storia e di mitologia all'Accademia di San Luca. Divenne anche prosegretario della stessa accademia e, in seguito al decesso del segretario Giuseppe Antonio Guattani nel 1831, divenne segretario perpetuo. Il triennio tra il 1841 e il 1843 fu occupato dalla stesura della sua più celebre opera in due tomi, L'illustre Italia. Dialoghi, successivamente riveduta ed estesa nell'edizione di Torino del 1854. Nell'opera vige uno stile aulico e si scorge l'inclinazione al gusto letterario di Vittorio Alfieri, di Carlo Botta, di Pietro Giordani, di Vincenzo Monti e di Giulio Perticari. Papa Pio IX nel 1846 lo nominò Cavaliere dell'Ordine di San Gregorio Magno. Nel 1847 fece parte del Consiglio di censura insieme a Carlo Antici, ad Antonio Coppi e a Giuseppe Vannutelli per l'imprimatur, ovvero il vaglio e la revisione delle opere da dare alla stampa. Nel 1848 fu nominato consultore di Stato. Fu inoltre censore presso la Pontificia accademia romana di archeologia per vari anni, presidente della stessa dal 1857 al 1870 e accademico della Crusca. Fu membro dell'Accademia delle Scienze di Torino (dal 17 marzo 1825), dell'Accademia di Scienze, Lettere e Belle Arti di Palermo, della Real Academia de la Historia di Madrid, dell'Accademia Ercolanese di Napoli, dell'Accademia di belle arti di Bologna, di Firenze e di Torino.
Morì a Roma il 4 ottobre 1882 all'età di novant'anni. Per la sua morte Giosuè Carducci compose un necrologio.

## Opere
- Intorno al ragionamento dei march. C. Lucchesini sulla istituzione della tragedia greca per opera di Eschilo (1824)
- Intorno ad alcuni luoghi da doversi emendare nelle Stanze del Poliziano (1826)
- Due poesie di T. Tasso all'amor suo con la principessa Eleonora d'Este (1827)
- Considerazioni sulla Georgica di Virgilio tradotta dal march. L. Biondi (1832)
- Emendazione ad alcuni luoghi dell'edizione zannoniana del Tesoretto (1833)
- Notizia intorno alla vita e alle opere di P. Belli (1833)
- Notizie intorno alla vita e alle opere dei cav. G. Wicar, pittore di Lilla (1834)
- Degli antichissimi Geni e soprattutto di quello della Vittoria (1837)
- Alcune opere di belle arti descritte (1840)
- L'illustre Italia. Dialoghi (1841-1843)
- Intorno all'edizione livornese dell'Istoria del Malispini (1842)
- Intorno un antico e sacro testo di lingua italiana (1846)
- Intorno all'imperatore Tiberio (1847)
- Osservazioni nell'ultima edizione napoletana del Sallustio, volgarizzato da fra' Bartolomeo da San Concordio (1848)
- Sull'eloquenza del Segneri (1853)
- Intorno a Sallustio ed al suo commentario della guerra (1854)
- Proposta di correzioni di alcuni passi della storia di D. Compagni (1855)
- Osservazioni intorno ad alcuni Passi del Novellino (1855)
- Intorno alla canzone del Petrarca la quale comincia: Spirto gentil (1856)
- Sulla patria del poeta comico Terenzio (1857)
- Intorno al volgarizzamento dell'arte della guerra di Vegezio fatto da B. Giamboni (1857)
- La Matelda della Divina Commedia (1858)
- Intorno ad una medaglia greca da E. Q. Visconti attribuita a Clemente III (1862)
- Intorno alla Conquista che fece dell'Etruria Tarquinio il Vecchio, secondo Dionigi di Alicarnasso (1865)
- Osservazioni sulla Divina Commedia (1873)

Selezionò alcuni articoli di vario genere dal Giornale arcadico di scienze, lettere ed arti e li raccolse nei volumi:
- Prose (1827)
- Scritti vari (1856)

Collaborò a due opere:
- Vincenzo Monti (a cura di), Convito di Dante Alighieri ridotto a lezione migliore, Tipografia Pogliani, Milano, 1826.
- Bartolommeo Gamba (a cura di), I Fatti di Enea estratti dalla Eneide di Virgilio e ridotti in volgare da Frate Guido da Pisa, II edizione, Venezia, 1834.

Diresse numerose lettere ai suoi amici; vanno ricordati i carteggi con: Vincenzo Monti, Giulio Perticari, Basilio Puoti, Paolo Costa, Luigi Biondi e Pietro Tenerani.
Alcuni suoi scritti su Dante Alighieri furono pubblicati postumi e furono curati da Giuseppe Cugnoni:
- Giuseppe Cugnoni (a cura di), Scritti danteschi, Città di Castello, 1893.
- Giuseppe Cugnoni (a cura di), Postille alla Divina Commedia, Città di Castello, 1893.

Anche un'opera sui personaggi del suo paese d'infanzia fu pubblicata postuma:
- Carisio Ciavarini (a cura di), Memorie istoriche degli uomini illustri d'Orciano, Ancona, 1898.